# Campo di concentramento di Fannrem
Il campo di concentramento di Fannrem (in norvegese: Fannrem fangeleir) fu un lager nazista, istituito nell'ottobre del 1944 presso Orkdal, in Norvegia.

## Storia
Fu sottoposto al controllo del campo di Grini, consisteva di baracche che contenevano ognuna da 6 a 20 prigionieri, tenuti molto isolati. Il campo ospitò fino a 200 prigionieri alla volta. I prigionieri erano impegnati nei lavori forzati per realizzazione della ferrovia della linea Thamshavn.